# Chiesa di Saint-Maurice d'Orelle
La chiesa Saint-Maurice d'Orelle è un edificio religioso situato a Orelle, nel dipartimento francese della Savoia.
La chiesa, edificata originariamente nel 1430 e in seguito ristrutturata in stile barocco savoiardo, è sede della locale parrocchia, parte dell'arcidiocesi di Chambéry, San Giovanni di Moriana e Tarantasia.